# Дигнайская волость
Дигнайская волость (латыш. Dignājas pagasts) — одна из двадцати пяти территориальных единиц Екабпилсского края Латвии. Расположена на левом берегу Даугавы. Граничит с Дунавской, Засской, Лейманской и Абельской волостями своего края, городом Ливаны, Туркской и Ерсикской волостями Ливанского края.
Крупнейшими населёнными пунктами волости являются: Дигная (волостной центр), Кальварес, Менькис, Слитерани, Вандани.
По территории волости протекают реки Даугава, Менька, Слейтерану.

## История
В 1935 году Дигнайская волость Екабпилсского уезда занимала площадь 215,6 км², население — 2956 жителей. В 1945 году волость состояла из Берзонеского, Лигнайского, Дрегского и Эглонского сельских советов.
После отмены в 1949 году волостного деления Дигнайский сельсовет входил поочерёдно в состав Акнистского (1949—1954) и Екабпилсского (1954—1990) районов. В 1954 году к Дигнайскому сельсовету была присоединена территория колхоза им. Кр. Барона Дрегского сельсовета. В 1956 году — территория колхоза им. Судрабкална Дунавского сельсовета. В 1968 году территория совхоза «Дунава» была присоединена к Дунавскому сельсовету.
В 1990 году Дигнайский сельсовет был реорганизован в волость. В 2009 году, по окончании латвийской административно-территориальной реформы, Дигнайская волость вошла в состав Екабпилсского края.